# Dinastia dos Baltos
Baltos (em latim: Balt(h)i; romaniz.: lit. "[os] calvos") ou Baltingos foram uma dinastia visigótica que governou a Hispânia e parte da Gália. O nome deriva de Balta (Balþa ou Balþs em godo), um termo que o escritor bizantino do século VI Jordanes traduziu em sua Gética como audaz, como um epíteto para referir-se à linhagem do rei Alarico (r. 395–410). São considerados como uma linhagem de reis e heróis tal como a casa rival dos Amalos, mas seu passado divino foi perdido.

## História

### Origens
O historiador austríaco Herwig Wolfram sugeriu em sua obra História dos Godos que os Baltos podem ter-se originado na ilha de Báltia (também chamada Basília — lit. "terra do rei" — na obra História Natural de Plínio, o Velho) que, segundo descrições, era um grande pedaço de terra situado a três dias de viagem a navio da "costa dos citas". Ele supõe igualmente que a forma latina do nome dessa família era originalmente Balti em vez de Balthi. O historiador dinamarquês Arne Søby Christensen, por outro lado, põe sérias dúvidas quanto a existência da família e sugere que sua menção na obra de Jordanes e na Origem dos Godos de Cassiodoro (a fonte principal de Jordanes) é uma construção literária do século VI para contrapor uma linhagem visigótica àquela dos Amalos; Peter Heather concorda com esta afirmação. Ele até considera a possibilidade de terem existido famílias com os nomes Amal e Balto, mas desacredita que já existissem já pelo século IV como Cassiodoro e Jordanes afirmam.
Segundo a descrição contida na obra Gética do escritor bizantino do século VI Jordanes, a dinastia dos Baltos foi fundada com a nomeação, em 395, de Alarico I (r. 395–410) como rei dos visigodos. Tal episódio teria sido reflexo da negligência de Arcádio (r. 395–408) e Honório (r. 395–423), que estavam, nos dizeres do autor, dilapidando ambas as porções do Império Romano e optaram por negligenciar os pagamentos concedidos aos godos desde o reinado do pai deles Teodósio I (r. 378–395). Sua família, segundo Jordanes, era famosa e nobre, ficando atrás apenas dos Amalos que governavam os ostrogodos; para o historiador Wolf Liebeschuetz, essa afirmação contida na Gética pode ser improcedente e seria mais plausível supor que Alarico era um homem novo e que os Baltos se tornaram excepcionais através de suas realização heroicas e não por um passado nobre.
A origem dos Baltos, no entanto, ainda é motivo de debate. Não se sabe ao certo a identidade dos pais de Alarico, sendo possível que foi filho de Alavivo, um nobre tervíngio do século IV que esteve envolvido nos planos de cruzar seu povo, ao lado de Fritigerno, da Dácia para os domínios imperiais após a invasão dos hunos; ele seria assassinado ou capturado ca. 376/377 durante um banquete oferecido em Marcianópolis pelo general Lupicino após um incidente nas dependências da cidade. São conhecidos outros três nobres tervíngios do século IV, os juízes Ariarico, Aorico e Atanarico, todos eles aparentados, mas é incerto se foram Baltos e qual a relação deles com Alarico. Garcia Moreno sugeriu que Fritigerno fosse outro membro precoce dos Baltos, porém de um ramo cadete, o que explica sua disputa pelo poder com Atanarico anos antes da migração dos tervíngios em 376. Wolfram, por sua vez, considerou que os generais góticos Alica, que serviu em 324 durante a Segunda Guerra Civil de Constantino e Licínio,  e Modares, que serviu durante a Guerra Gótica de 376–382, também foram Baltos.

### Alarico e seus descendentes
Segundo Jordanes, após ser feito rei, Alarico aconselhou-se com seus homens e os persuadiu a estabelecer um reino próprio em vez de continuar servindo aos romanos. Ele organizou um exército e saqueou as províncias balcânicas e a Grécia até ser repelido pela investida dos exércitos liderados pelo ministro e general Estilicão. Nos primeiros anos do século V, Alarico deslocou-se com seu povo à Itália, onde atacou várias cidades. Apesar disso, seus sucessos foram mistos e vários revezes marcaram a passagem de seu povo pela região. Um dos últimos atos por ele realizados antes de sua morte foi o Saque de Roma em 410. Após falecer nesse mesmo ano seria seria sucedido no trono visigótico por seu cunhado Ataulfo (r. 410–415). Enquanto vários autores consideram Ataulfo como membro da família apenas pelo casamento de uma irmã sua com Alarico, os historiadores Garcia Moreno e Herwig Wolfram sugeriram que igualmente poderia ter sido Balto de nascimento; Ataulfo poderia ter sido filho de Alateu ou Modares. Seja como for, se sabe que Ataulfo teve um filho com a princesa romana Gala Placídia que seria batizado Teodósio e nomeado seu herdeiro, porém este faleceu na infância e foi sepultado em Barcino (atual Barcelona).
O próximo membro da família a ser mencionado é Teodorico I (r. 419–451), que casou-se com alguma filha de nome desconhecido de Alarico. Quando assumiu o trono, já faziam alguns anos que os visigodos estavam assentados na Gália e o embrião do Reino Visigótico havia sido estabelecido com a concessão de territórios feita pelo imperador Honório em 418 para Vália (r. 415–418). Sob Teodorico, o Reino Visigótico começou a gradualmente se expandir às custas do débil Império Romano, porém seu avanço foi interrompido pelas investidas militares do general Flávio Aécio e pela invasão de Átila, o Huno (r. 434–453) à Gália. Com a aproximação huna, uma coalizão romano-bárbara foi formada para detê-la e na Batalha dos Campos Cataláunicos os invasores foram repelidos.
Teodorico pereceu no campo de batalha e foi sucedido por seu filho Torismundo (r. 451–453); fora este, Teodorico ainda era pai de Frederico, Ricímero e Himnerido, dos reis Teodorico II (r. 453–466) e Eurico (r. 466–484) e de duas damas de nome desconhecido, uma que casar-se-ia com o rei suevo Requiário I (r. 448–456) e a outra que casar-se-ia com o rei vândalo Hunerico (r. 477–484). O reinado de Torismundo foi muito curto, pois logo seria assassinado por seu irmão Teodorico. Sob Teodorico, os visigodos expandiram-se em direção à Hispânia, onde vastas porções dos antigos territórios romanos foram tomadas. Em 466, ele foi assassinado e sucedido por seu irmão Eurico, um enérgico governante que dedicou seu tempo às guerras de expansão na Gália e a consolidação de seus domínios na Hispânia em detrimento do Reino Suevo da Galécia.
Eurico faleceu em 484 e foi sucedido por seu filho Alarico II (r. 484–507). Sob Alarico, provavelmente depois de 494, a dinastia dos Baltos uniu-se à dinastia dos Amalos pelo matrimônio de Alarico com Teodegoda, a filha do rei Teodorico, o Grande (r. 484–526). Segundo Ana Maria Jiménez, esse foi seu único casamento legítimo, e ele precisou abandonar a mulher com quem convivia e lhe havia dado um filho (Gesaleico). Ao casar-se com uma princesa ostrogótica, conseguiu reforçar seu poder dinástico, e com o nascimento do filho de Teodegunda, reconheceu a superioridade dinástica de sua esposa ao batizar seu filho com um nome que uniu Amal, a dinastia epônima, e reiks, rei. Ao mesmo tempo, Teodorico adotou em armas seu genro, implicando certa subordinação militar.
Foi também sob Alarico que os francos de Clóvis I (r. 481–511) conquistaram o norte da Gália. Após uma breve guerra, Alarico foi forçado a acabar com uma rebelião em Tarraconense, provavelmente causada pela recente imigração visigótica à Hispânia devido a pressão dos francos. Em 507, os francos atacaram novamente, desta vez aliados com os burgúndios. Alarico II foi morto na Batalha do Campo Vogladense, próximo de Poitiers, e a capital visigótica de Tolosa foi saqueada. Cerca de 508, os visigodos perderam muitas de suas possessões gálicas, salvo a Septimânia no sul. Aproveitando-se da confusão política, Gesaleico (r. 507–511) tomou o poder, porém poucos anos depois seria deposto por Teodorico, o Grande, que instalou seu neto Amalarico (r. 511–531) em seu lugar. Amalarico, contudo, ainda era uma criança e o poder da Hispânia permaneceu sob o general e regente ostrogodo Têudis. Foi somente após a morte de seu avô em 526 que Amalarico obteve controle de seu reino, mas seu reinado não duraria muito, pois seria derrotado em 531 pelo rei merovíngio Quildeberto I (r. 511–558). e então assassinado em Barcelona. Isso encerrou a dinastia dos Baltos.

### Ramos cadetes
Herwig Wolfram propôs que os reis burgúndios que assumiram o trono após a deposição da linhagem dos reis nibelungos (Gebica, Gundemaro I, Gislário e Guntário) em 434 eram descendentes dos Baltos. Para ele, a alegação de parentesco entre o rei Gundioco e o juiz Atanarico presente nas fontes é explicada por uma possível associação com Vália. Seu filho Gundebaldo é tido como neto, sobrinho ou ao menos parente de Ricímero, cuja mãe era filha de Vália. Para Wolfram, rebatendo a teoria de alguns estudioso de que Vália não seria um Balto,[a] o monarca visigótico pode ter se associado a dinastia mediante casamento com alguma filha de Alarico tal como Ataulfo e Teodorico I haviam feito, garantindo-lhes assim acesso ao trono. Os burgúndios descendentes de Gundioco continuaram a reinar até 532, quando o último rei dessa linhagem, Gundemaro III (r. 524–532), foi preso pelos francos e o Reino da Borgonha foi dividido entre Teodeberto I (r. 533–548), Quildeberto I (r. 511–558) e Clotário I (r. 511–561).
Garcia Moreno faz menção a outros dois indivíduos, Fretimundo e Freda, por ele vistos como Baltos. O primeiro foi um emissário ativo durante o reinado de Teodorico I que havia sido enviado à corte do rei suevo Hermerico (r. 410–441), enquanto o segundo foi um nobre que recebeu uma carta de Rurício de Limoges. Ele também sugeriu que a dinastia dos Baltos não foi extinta com a morte de Amalarico. Para ele, baseando-se na aliteração dos nomes dos reis visigóticos, o rei Atanagildo poderia igualmente pertencer ao estoque real da dinastia. Outros pontos que favoreceriam essa associam seriam a menção por Venâncio Fortunato da sublime linhagem nobre (nobilitas) que as filhas de Atanagildo, Brunilda e Galsuinta, pertenceram e os privilégios gozados por Brunilda na Gália: a ela teria sido conferido o direito de levar consigo à Austrásia o famoso missório de prata dado a Torismundo pelo general Flávio Aécio e recebeu apoio especial da nobreza borgonhesa, que alegava descender dos Baltos, e que à época já havia se unido novamente aos Baltos por matrimônio. Moreno ainda evoca essa hipotética linhagem ao lembrar que Hermenegildo nomeou seu filho com Ingunda, a filha de Brunilda, de Atanagildo de modo a reforçar sua posição diante de seu pai Leovigildo (r. 568–586).